# Juliaca simoni
Juliaca simoni är en insektsart som beskrevs av Young 1977. Juliaca simoni ingår i släktet Juliaca och familjen dvärgstritar. Inga underarter finns listade i Catalogue of Life.